# سامسونج غالاكسي سي9 برو
سامسونج غالاكسي س9 برو،  هو هاتف اندرويد ذكي من إنتاج شركة سامسونج للإلكترونيات. تم الكشف عنه وإطلاقه في نوفمبر 2016. يُصنف هذا الهاتف على أنه من فئة النظام على الرقاقات (SoC) بـ64 بت وبمساحة عشوائية تصل إلى 6 جيجا بايت RAM.

يتميز هذا الهاتف بكاميرا خلفية تصل إلى 16ميغا بكسل مع فلاش LED، وعدسة f/1.9 مزودة بقدرة التركيز التلقائي.